# 新城直継
新城 直継（あらき / しんじょう なおつぐ）は、安土桃山時代の武将。新城村尚の子・二本松城主となった二本松義国の弟。新城盛継の父。
| スタブアイコン | サブスタブ | この項目は、まだ閲覧者の調べものの参照としては役立たない、人物に関連した書きかけの項目です。この項目を加筆・訂正などしてくださる協力者を求めています（P:人物伝/PJ:人物伝）。 |